# Bart Hollanders
Bart Hollanders (1984) is een Belgisch acteur.

## Levensloop en carrière
Hollanders studeerde in 2009 af aan Studio Herman Teirlinck. Zijn eerste rol was een gastrol in LouisLouise. Hij speelde grotere rollen in Groenten uit Balen (2011), Salamander (2013), T. (2015) en Callboys (2016).
Hij is tevens mede-oprichter van toneelgezelschap FC Bergman. 

## Filmografie

### Film
| Jaar | Film                    | Rol                               |
| ---- | ----------------------- | --------------------------------- |
| 2010 | Adem                    | Charles                           |
| 2011 | Groenten uit Balen      | Luc Verheyen                      |
| 2011 | Frontman                |                                   |
| 2015 | Terug naar morgen       | Dimi                              |
| 2015 | Safety First: The Movie | Stagemanager                      |
| 2017 | Remise                  | Kortfilm als mannelijke verpleger |
| 2017 | Vagevuur                | Kortfilm als Stef                 |
| 2019 | Yummy                   | Michael                           |
| 2022 | Dealer                  | Luca                              |

### Televisieseries
| Jaar       | Serie                                        | Notities                                       |
| ---------- | -------------------------------------------- | ---------------------------------------------- |
| 1992       | Familie                                      |                                                |
| 2009       | LouisLouise                                  | Als Michel Dewachter                           |
| 2009       | Code 37                                      | Andy De Bock                                   |
| 2010       | Familie                                      | Chef Cultuurdienst                             |
| 2012       | Aspe                                         | Aflevering Two Funerals and a wedding (s08E04) |
| 2013       | Salamander                                   | Als Victor                                     |
| 2014       | Cordon                                       | Als plunderaar in winkel                       |
| 2015       | De Bunker                                    | Als Marco Depreeter aflevering Anonymous       |
| 2015-2016  | Professor T.                                 | Als inspecteur Daan De Winter                  |
| 2016       | Den elfde van den elfde                      | Als collega van Frank                          |
| 2016       | Callboys                                     | Seizoen 1 als Randy Paret                      |
| 2016,2020  | De Bende van Jan de Lichte                   | Als Stanislas                                  |
| 2017       | Generatie B                                  | Als Tony                                       |
| 2017       | Ge Had Erbij Moeten Zijn                     | Als Politieagent                               |
| 2018       | De Dag                                       | Als Simon                                      |
| 2019       | Dag Sinterklaas                              | Als stafhouder                                 |
| 2019-heden | Hij komt, hij komt... De intrede van de Sint | Als Evert Van Emmergem, de stafhouder          |
| 2019       | Callboys                                     | Seizoen 2 als Randy Paret                      |
| 2019       | De Slimste Mens Ter Wereld                   | Kandidaat                                      |
| 2019       | Gert Late Night                              | Gast in Aflevering An, Piet & Christoff: Dag 4 |
| 2021       | Lockdown                                     | Aflevering: Zoveel als Hij                     |
| 2021       | De Shaq                                      | Als Marnix                                     |
| 2022       | Doe Zo Voort                                 | Als Papa van Amelie                            |
| 2023       | Exen                                         | Als Gilles Trio                                |
| 2023       | De Twaalf                                    | Als Simon Lootens                              |
| 2024       | Code van Coppens                             | Kandidaat samen met Serine Ayari               |